# Копрулу библиотека
41° 00′ 29″ С; 28° 58′ 21″ И / 41.00813° С; 28.97252° И
Копрулу библиотека, или другачије Ћуприлић библиотека (тур. Köprülü Kütüphanesi) је библиотека рукописа и штампаних радова у Истанбулу (тур. İstanbul), Турска (тур. Türkiye Cumhuriyeti). Библиотека се налази у улици Диванјолу (тур. Divanyolu) у некадашњем округу Еминон (тур. Eminönü), преко пута гробнице султана Махмуда II (тур. II. Mahmud). Основао је османски велики везир Мехмед-паша Ћуприлић (тур. Köprülü Mehmed Paşa) а довршио и саградио његов син Фазил Ахмед-паша Ћуприлић (тур. Köprülü Fazıl Ahmet Paşa), 1678. године. Била је тo прва јавна библиотека на Блиском истоку и прва у Османском царству која је имала своју засебну зграду. Збирка садржи више од 1.000 књига и око 3.000 рукописа на турском, арапском и енглеском језику, као и око 1.500 штампаних дела.

## Име
Име Копрулу библиотеке (тур. Köprülü Kütüphanesi, турски изговор: Копрулу кутупанеси), потиче од презимена оснивача библиотеке великих везира тур. Köprülü, (турски изговор: Копрулу). Транскрипција на српски језик за ово презиме је Ћуприлићи а доспело је у наш језик преко корена презимена, турцизма за мост, ћуприја, што је значења турске речи кöprü (пореклом од грчке речи за мост, грч. γέφυρα). Како се у српској историографији то презиме обично транскрибује као Ћуприлић, онда је назив Ћуприлић библиотека прихватљив као и назив у модерном турском изговору, Копрулу библиотека.

## Историја
Изградња Копрулу библиотека је дело великих везира Мехмед-паше Ћуприлића и његовог сина Фазил Ахмед-паше Ћуприлића, за време владавине султана Мехмеда IV (тур. IV. Mehmet). Изградњу је водио главни архитекта Касим ага (тур. Koca Kasım Ağa) и трајала је од 1659. до 1667. године. Прерана смрт Мехмед-паше Ћуприлића, пре завршетка планираног комплекса, који је обухватао и библиотеку, могао би бити један од разлог зашто је Копрулу библиотека смештена у засебној згради. Када је Мехмед-паша Ћуприлић умро 1661. године, била је завршена: медреса, хамам и Мехмед-пашина гробница. Радећи по очевој вољи, Мехмедов син Фазил Ахмед-паша потрудио се  да заврши цео комплекс. Као велики ентузијаста за књиге, прикупио је своје и књиге које је његов отац оставио па ову богату збирку сместио у библиотеку коју је саградио поред очеве гробнице. Међутим, услед смрти Фазил Ахмед-паше у веома младој доби (3. новембра 1676.), отварање библиотеке је одложено. Копрулу библиотека могла је званично бити отворена као задужбина основана по прописима шеријатског права тек састављањем задужбинске повеље, вакуфа (тур. vakıf), коју је припремио Фазил Мустафа-паша Ћуприлић (тур. Köprülü Fazıl Mustafa Paşa) 1678. године. У том акту се види да је одређено да библиотека има сопствену зграду као и посебно особље за раду у њој. Тако је настала прва јавна библиотека на Блиском истоку и прва библиотека у Османском царству која је имала своју зграду. За прилике крајем 17. века, особље библиотеке, које су чинили: три библиотекара, један књиговезац и један вратар, имало је веома задовољавајуће плате. За организацију библиотекара спремљен је посебан документ којим је одређено да библиотека ради три дана а радно време је: „од изласка сунца до касног поподнева“. Књиге су прикупљане и дониране из приватних кућа у Истанбулу, као и из многобројних провинција царства. Даривање књига од стране чланова породице Ћуприлић настављено је и у годинама након оснивања библиотеке. Тако у својој повељи припремљеној 1737. године, велики везир Хафиз Ахмед-паша (тур. Müezzinzade Hafız Ahmed) (1564-1632), поклања овој библиотеци око 500 књига. Мехмед Асим-бег (тур. Mehmed Âsım Bey), такође из породице Ћуприлићи, који је био један од повереника библиотеке, поклонио је 350 књига и новац 1805. године. У Копрулу библиотеци се чувају изузетно вредна и ретка дела. Поред ретких дела на арапском, турском и персијском језику, у овој библиотеци налазе се и калиграфски радови многих познатих научника. Постоје два каталога за Копрулу библиотеку: први је припремљен за време владавине султана Абдул Хамида II (тур. İkinci Abdülhamit) и други који је припремио турски професор историје, стручњак за историју Ајубида, Рамазан Шешен (тур. Ramazan Şeşen), са колегама.

## Архитектура
Зграда библиотеке, смештена у малој башти окружена са три стране улицама, изграђена је наизменичним распоредом камена и цигле. Куполасти кров са пендантивима, постављен је на осмоугаони ослонац на врху зграде која је квадратне основе. До одељка са тремом долази се преко четири степеника из правцу запада. Портик са шиљатим луковима и шест мермерних стубова са капителима дијамантских облика, прекривен је са четири куполе. У библиотеку се улази кроз ниска лучна врата на централној оси трема. Унутрашњост је осветљена са једним прозором на дну, два на врху и прозорима постављеним наспрам улаза. Прозори су споља оивичени каменом, док само доњи прозори имају мермерне оквире и изнутра. Унутрашњост куполе, пендантиви и врата су украшени гравираним украсима браон, црне и црвене боје. На пендантивима је испод цветних мотива, на црвеној подлози, исписан датум (1667–1668). Поред тога исписане су на унутрашњим вратима, године 1872. и 1911. на основу чега се закључује да је библиотека поправљана тих година.

## Галерија
- Поглед на улицу у којој се налази зграда библиотеке
- Улаз са портиком
- Бочна фасада
- Печат Мехмед-паше Ћуприлића из 1661. године